# Turbicellepora magnicostata
Turbicellepora magnicostata is een mosdiertjessoort uit de familie van de Celleporidae. De wetenschappelijke naam van de soort is voor het eerst geldig gepubliceerd in 1919 door Barroso.